# Земская почта Золотоношского уезда
Зе́мская по́чта Золотоно́шского уе́зда — земская почта, организованная земской управой Золотоношского уезда Полтавской губернии. Земская почта Золотоношского уезда существовала с 1 января 1880 года. В уезде выпускались собственные земские почтовые марки.

## История почты
Золотоношская уездная земская почта была открыта 01 января 1880 года. Пересылка почтовых отправлений осуществлялась из уездного центра (города Золотоноши) в уезд. Оплата доставки частных почтовых отправлений производилась земскими почтовыми марками: письма и бандероли вначале оплачивались марками номиналом 2 копейки, а с 1891 года — марками номиналом 3 копейки, денежные отправления — 10 копеек. С 1897 года уездная земская почта стала принимать к пересылке заказные почтовые отправления.

## Выпуски марок
Выпущенные в 1880 году золотоношские земские почтовые марки были номиналом 2 и 10 копеек. Печать марок производилась в частных типографиях, а с 1902 года — в Экспедиции заготовления государственных бумаг. Рисунок всех земских марок уезда включает изображение герба Золотоношского уезда.

## Гашение марок
Гашение марок осуществлялось чернилами (перечёркиванием) и почтовыми штемпелями разной формы.